# 奈良維新の会
奈良維新の会（ならいしんのかい）は、奈良県に基盤を置き活動していた日本の政治団体（地域政党）、会派として奈良県議会及び奈良市議会に存在していた。代表は山本進章・奈良県議会議員が務めた。
日本維新の会 奈良県総支部とは別組織であり、奈良維新の会解散後も活動している。

## 概要
日本維新の会の政策「維新八策」に共鳴し友好団体協定を結ぶ政治団体として2012年11月に設立され、奈良県議会内に同名の会派を届けた。2013年3月には奈良市議会にも同名の会派を届けた。
ところが、2013年7月21日投開票の奈良市長選では、奈良維新の会と日本維新の会奈良県総支部とが異なる候補を支援するなど混乱し、その後は会として活動は行っていなかった。2014年4月14日に「日本維新の会の総支部の活動も軌道に乗っており、もう役割を終えた」として奈良県選挙管理委員会に解散を届け出。

## 所属議員
2014年4月の解散時点で、以下の7名が所属。

### 奈良県議会 会派「奈良維新の会」所属
- 大坪宏通（山辺郡・奈良市選挙区）
- 山本進章（高市郡・橿原市選挙区）
- 松尾勇臣（吉野郡選挙区）

### 奈良市議会 会派「奈良未来の会」所属
- 浅川仁
- 中西吉日出
- 三浦教次
- 森田一成